# Vera Cholodnaja
Vera Vasiljevna Cholodnaja (Oekraïens: Віра Василівна Холодна; Russisch: Вера Васильевна Холодная), geboren als Vera Levtsjenko (Oekraïens: Віра Левченко; Russisch: Вера Левченко) (Poltava, 5 augustus 1893 - Odessa, 16 februari 1919) was een Russische filmactrice. Ze maakte naam als een der eerste grote sterren van de stomme film in het Russisch Keizerrijk.

## Leven
Cholodnaja verhuisde op haar tweede jaar met haar familie naar Moskou en kreeg een balletopleiding aan het Bolsjojtheater. In 1910 huwde ze met een van de eerste Russische autoracers, Vladimir Cholodni, wiens achternaam ze aannam.
Nadat Cholodnaja in 1908 een theatervoorstelling zag met Vera Komissarjevskaja in de hoofdrol, was ze vastbesloten actrice te worden. In 1914 speelde ze voor het eerst in een film van regisseur Vladimir Gardin. De Deense actrice Asta Nielsen, die toentertijd schitterde in succesvolle Duitse films, was haar grote voorbeeld. Haar grote doorbraak kwam in 1915 met de film Lied van de triomferende liefde van regisseur Jevgeni Bauer, naar een verhaal van Ivan Toergenjev. In de daarop volgende oorlogsjaren, met al haar ontberingen, zouden nog tal van buitengewoon populaire films volgen, soms met Bauer als regisseur, soms met Pjotr Tjardinin. Cholodnaja’s populariteit steeg in die periode tot grote hoogte en leverde haar de bijnaam ‘koningin van het scherm’ op. Wellicht de bekendste film waarin ze speelde was Tjardinins tragische drama Molchi, grust... molchi (Stil, verdriet... stil, 1918).
In de winter van 1918-1919 werd Cholodnaja benaderd door regisseur Konstantin Stanislavski om zich bij het Moskous Kunsttheater aan te sluiten. Ze werd echter ziek, kreeg de Spaanse griep, en overleed in februari 1919, 25 jaar oud. Het gerucht ging echter ook dat ze vergiftigd zou zijn door de Franse ambassadeur, met wie ze een affaire had, en die gedacht zou hebben dat ze een spionne van de Bolsjewieken was.
Cholodnaja speelde in meer dan veertig films, maar omdat de films waarin ze speelde tijdens de Sovjet-periode in de ban werden gedaan doorstonden er slechts vijf de tand des tijds.

## Galerij

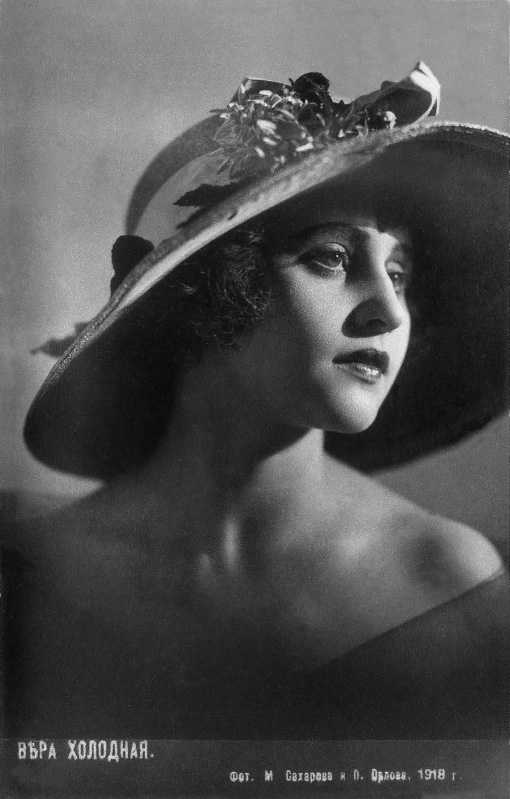
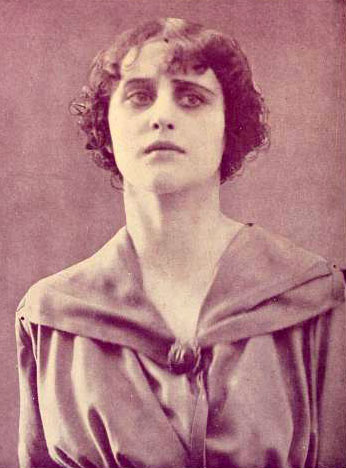
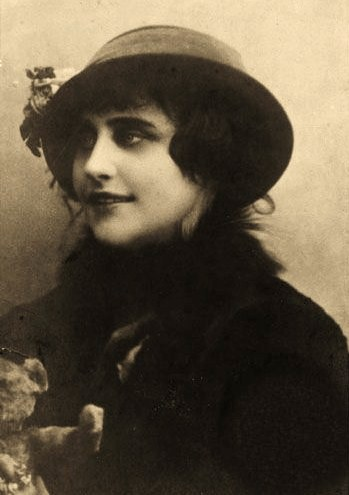